# Пушкінське сільське поселення (Бікінський район)
Пу́шкінське сільське поселення (рос. Пушкинское сельское поселение) — сільське поселення у складі Бікінського району Хабаровського краю Росії.
Адміністративний центр та єдиний населений пункт — село Пушкіно.

## Населення
Населення сільського поселення становить 442 особи (2019; 472 у 2010, 637 у 2002).